# Jurinea salicifolia
Jurinea salicifolia là một loài thực vật có hoa trong họ Cúc. Loài này được Grüning mô tả khoa học đầu tiên năm 1868.